# Makgatho Mandela
Makgatho Lewanika Mandela (født 26. juni 1950, død 6. januar 2005) var søn af tidligere præsident i Sydafrika og Nobelprisvinder Nelson Mandela og hans første kone Evelyn Ntoko Mase. Han var advokat og enkemand med fire sønner. Makgatho døde af aids i Johannesburg.
Hans anden kone, Zondi Mandela, døde i en alder af 46 år den 13. juli 2003 af lungebetændelse.
Da Nelson Mandela annoncerede  årsagen til sin søns død sagde han: «Lad os vie publicitet til hiv og aids, og ikke gemme det bort, for det er den eneste måde at få det til å se ud som om det er en almindelig sygdom».